# Кендзёр, Анджей
Анджей Кендзёр (пол. Andrzej Kędzior; 7 ноября 1851, Топоровое — 17 января 1938, Краков) — польский политик, министр, активист польской народной партии «Пяст», почетный доктор Варшавского технологического университета.

## Биография
Он закончил обучение в Тарнове и Техническом университете в Вене. С 1879 г. работал в Национальном мелиоративном управлении во Львове; В 1882 году он стал его руководителем, а в 1892 — директором. По его инициативе и под его руководством было разработано широкое научно-техническое сотрудничество в области проектирования водохранилищ и каналов, дренажные работы, организации водных компаний, регулирование рек, строительство трубопроводов, строительство водопроводных и канализационных систем, болот, орошение земли болот, современные закрытое и открытое рыболовство. В 1915 году во время войны засыпало все строительные работы и дренажный офис был эвакуирован в Вену.
В 1900 году А. Кендзёр стал техническим делегатом Национального управления Галицкой речной комиссии. В 1911 г. он был избран в Приватизацию Рейхстага (австрийский парламент Австро-Венгрии).
В 1918 году он был избран президентом польского парламентского рейхстага, но он не принял этой позиции. В конце октября 1918 года он присоединился к Польской ликвидационной комиссии в Кракове. Он инициировал строительство речного канала Висла-Одра-Днестр. Он возглавлял отдел общественных работ Польской ликвидационной комиссии в 1918 году.
С 17 ноября 1918 года по 29 декабря 1918 года и от 13 декабря 1919 года по 9 июня 1920 года был министром общественных работ в правительстве Джедрзежа Моракзюски и Леопольда Скульского. С 28 июня 1922 года — председатель Временного органа самоуправления во Львове.
В 1919—1922 годах он был членом парламента и сенатором в 1922—1927 годы. Он был награжден орденом Polonia Restituta со звездой, а также имел много австрийских, российских и немецких орденов. В 1925 году Варшавский технологический университет и Университет Львов дал ему звание почётного доктора, а общество во Львовской политехнике — почетное членство. Член экономической ассоциации и Общества сельскохозяйственных наук.
Он умер 17 января 1938 года в Кракове. Был похоронен в Мелеце.

## Членство
- Редакция журнала «Технический журнал» в Львове
- член Государственной сельскохозяйственной рады
- Член Апелляционного совета Австрийского президента Совета министров
- Член экономической ассоциации и Общества сельскохозяйственных наук

## Должности
- С 1879 сотрудник Национального мелиоративного управления в Львове
- 1882 председатель Национального мелиоративного управления в Львове
- 1892 г. директор Национального мелиоративного управления в Львове
- 1900—1915 технический делегат Национального департамента Комиссии реки Галичины
- В 1911 году член Государственного совета Австрии
- 1918 председатель отдела общественных работ Польской ликвидационной комиссии
- 1918 и 1919—1920 гг. министр общественных работ в правительствах: Едржей Морачевский и Леопольд Скальский
- 1919—1922 гг. член законодательного сейма Республики Польша
- 1922—1927 гг. сенатор из Львовского округа
- С 28 июня 1922 года — председатель Временного департамента местного самоуправления в Львове

## Награды и знаки отличия
- Командирский крест со звездой ордена возрождения Польши (1928 г.)
- Командорский Крест со звездой ордена Френсиса Иосифа (1915, Австрия)
- 1925 г. Докторскую степень с отличием Варшавского технологического университета
- 1925 г. Докторскую степень с отличием Львовской политехники

## Избранная публикация
«О постоянную защиту Вислинского долины и ее притоков от наводнения»